# Biuro Ochrony Rządu
Biuro Ochrony Rządu (Nederlands: Bureau voor Overheidsbescherming) vaak afgekort tot BOR, was tot 2018 de Poolse geheime dienst, de dienst is nu vervangen door de Służba Ochrony Państwa

## Leiding
- 20 december 1956 - 1 april 1981: Generaal-majoor Jan Gorecki
- 2 april 1981 - 13 januari 1983: Kolonel Stephen Pawlowski
- 14 januari 1983 - 15 juli 1989: Brigadegeneraal Olgierd Darżynkiewicz
- 16 juli 1989 - 8 februari 1991: Kolonel Lucjan Wiślicz-Iwińczyk
- 9 februari 1991 - 18 november 1991: Majoor Janusz Zakościelny
- 5 december 1991 - 7 mei 1997: Brigadegeneraal Miroslaw Gawor
- 8 mei 1997 - 11 december 1997: Kolonel Henry Sobczyk
- 12 december 1997 - 6 november 2001: Brigadegeneraal Miroslaw Gawor
- 7 november 2001 - 2 november 2005: Generaal-majoor Gregory Mozgawa
- 3 november 2005 - 10 augustus 2006: Kolonel Damian Jakubowski
- 11 augustus 2006 - 24 oktober 2006: Kolonel John Teleon
- 25 oktober 2006 - 26 november 2007: Kolonel Andrzej Pawlikowski
- 27 november 2007 - 1 februari 2018 Generaal-majoor Marian Jerzy Janicki.

## Beschermingsdiensten
- President van de Republiek Polen
- Minister president van Polen
- Maarschalk van de Sejm
- Maarschalk van de Senaat
- Vicepremier van Polen
- Minister van Buitenlandse Zaken
- Minister van Binnenlandse Zaken
- Voormalige Poolse presidenten (enkel op Pools grondgebied)
- Voormalige Poolse ministers-presidenten (tot zes maanden na einde dienst)
- Individuen aangewezen door het Ministerie van Binnenlandse Zaken (kunnen ook gewone burgers zijn)
- Buitenlandse staatshoofden, regeringsleden en diplomaten (enkel op Pools grondgebied)